# Vartana
Vartana (łac. Diocesis Vartanensis) – stolica historycznej diecezji we Cesarstwie rzymskim w prowincji Byzacena, współcześnie Srâa-Ouartane w Tunezji. Obecnie katolickie biskupstwo tytularne.

## Biskupi
| Lp. | Biskup                    | Funkcja                                            | Od               | Do                   |
| --- | ------------------------- | -------------------------------------------------- | ---------------- | -------------------- |
| 1   | Raffaele Angelo Palazzi   | wikariusz apostolski Zachodniej Nigerii            | 26 lutego 1934   | 18 kwietnia 1950     |
| 2   | Albert François Cousineau | biskup koadiutor Cap-Haïtien (Haiti)               | 10 stycznia 1951 | 29 czerwca 1953      |
| 3   | Francesco Fasola          | biskup koadiutor Agrigento (Włochy)                | 8 marca 1954     | 11 listopada 1960    |
| 4   | Tito Mancini              | biskup pomocniczy Ostii (Włochy)                   | 22 grudnia 1960  | 4 maja 1969          |
| 5   | Carlo Minchiatti          | administrator apostolski Aquino, Sora i Pontecorvo | 30 sierpnia 1969 | 29 maja 1971         |
| 6   | Giovanni Moretti          | nuncjusz apostolski                                | 9 września 1971  | 16 października 2018 |
| 7   | Giuseppe Laterza          | nuncjusz apostolski                                | 5 stycznia 2023  | 28 maja 2024         |